# Anansus
Anansus is een geslacht van spinnen uit de familie trilspinnen (Pholcidae).

## Soorten
Het geslacht kent de volgende soorten:
- Anansus aowin Huber, 2007
- Anansus debakkeri Huber, 2007
- Anansus ewe Huber, 2007